# Орчерд-Парк (селище, Нью-Йорк)
Орчерд-Парк (англ. Orchard Park) — селище (англ. village) в США, в окрузі Ері штату Нью-Йорк. Населення — 3108 осіб (2020).

## Географія
Орчерд-Парк розташований за координатами 42°45′44″ пн. ш. 78°44′30″ зх. д. / 42.76222° пн. ш. 78.74167° зх. д. (42.762317, -78.741725).  За даними Бюро перепису населення США в 2010 році селище мало площу 3,59 км², з яких 3,49 км² — суходіл та 0,11 км² — водойми.

## Демографія
Згідно з переписом 2010 року, у селищі мешкало 3246 осіб у 1384 домогосподарствах у складі 880 родин. Густота населення становила 903 особи/км².  Було 1459 помешкань (406/км²).
Расовий склад населення:
| - 96,2 % — білих - 1,1 % — азіатів - 0,9 % — чорних або афроамериканців - 0,4 % — корінних американців |

До двох чи більше рас належало 1,1 %. Частка іспаномовних становила 1,8 % від усіх жителів.
За віковим діапазоном населення розподілялося таким чином: 23,7 % — особи молодші 18 років, 58,8 % — особи у віці 18—64 років, 17,5 % — особи у віці 65 років та старші. Медіана віку мешканця становила 42,4 року. На 100 осіб жіночої статі у селищі припадало 93,0 чоловіків;  на 100 жінок у віці від 18 років та старших — 90,5 чоловіків також старших 18 років.
Середній дохід на одне домашнє господарство  становив 89 085 доларів США (медіана — 75 536), а середній дохід на одну сім'ю — 109 652 долари (медіана — 101 277). Медіана доходів становила 75 236 доларів для чоловіків та 60 735 доларів для жінок. За межею бідності перебувало 2,5 % осіб, у тому числі 0,0 % дітей у віці до 18 років та 4,3 % осіб у віці 65 років та старших.
Цивільне працевлаштоване населення становило 1641 особа. Основні галузі зайнятості: науковці, спеціалісти, менеджери — 29,4 %, освіта, охорона здоров'я та соціальна допомога — 24,1 %, роздрібна торгівля — 16,6 %.